# Хедли, Шэри
Шэри Хедли (англ. Shari Headley; род. 15 июля 1964, Куинс, Нью-Йорк) — американская актриса. Она родилась в Квинсе, Нью-Йорк, и начала свою карьеру как модель в начале 1980-х, прежде чем дебютировать на телевидении в эпизоде ситкома «Шоу Косби».
Хедли получила известность исполнив основную женскую роль в фильме 1988 года «Поездка в Америку». В следующем году она снялась в недолго просуществовавшем сериале ABC «Гидеон Оливер», а следующую регулярную роль в прайм-тайм сериале имела лишь в 1997 году, в 413 Hope St. на Fox. Между этим она нашла регулярную работу в дневной мыльной опере «Все мои дети» с 1991 по 1994 год. Она затем возвращалась к шоу в 1995 и 2005 годах. В начале 2000-х она имела второстепенные роли в мыльных операх «Направляющий свет» и «Дерзкие и красивые».
Хедли в разные годы появилась в эпизодах сериалов «Квантовый скачок», «Мэтлок», «Крутой Уокер: Правосудие по-техасски», «Доктор Хаус» и «Касл». В 2014 году она взяла на себя второстепенную роль в прайм-тайм мыльной опере «Имущие и неимущие». Также у неё были роли второго плана в фильмах «Жена священника» (1996), «Каникулы Джонсонов» (2004) и «Как на ладони» (2007)

## Избранная фильмография
- Все мои дети (1991—94, 95, 2005)
- Направляющий свет (2001—2002)
- Дерзкие и красивые (2004—2005)
- Доктор Хаус / House (2005) — доктор Арлин Маркс
- 10 причин моей ненависти / 10 Things I Hate About You (2010) — Маршелин